# Харламов Трофи

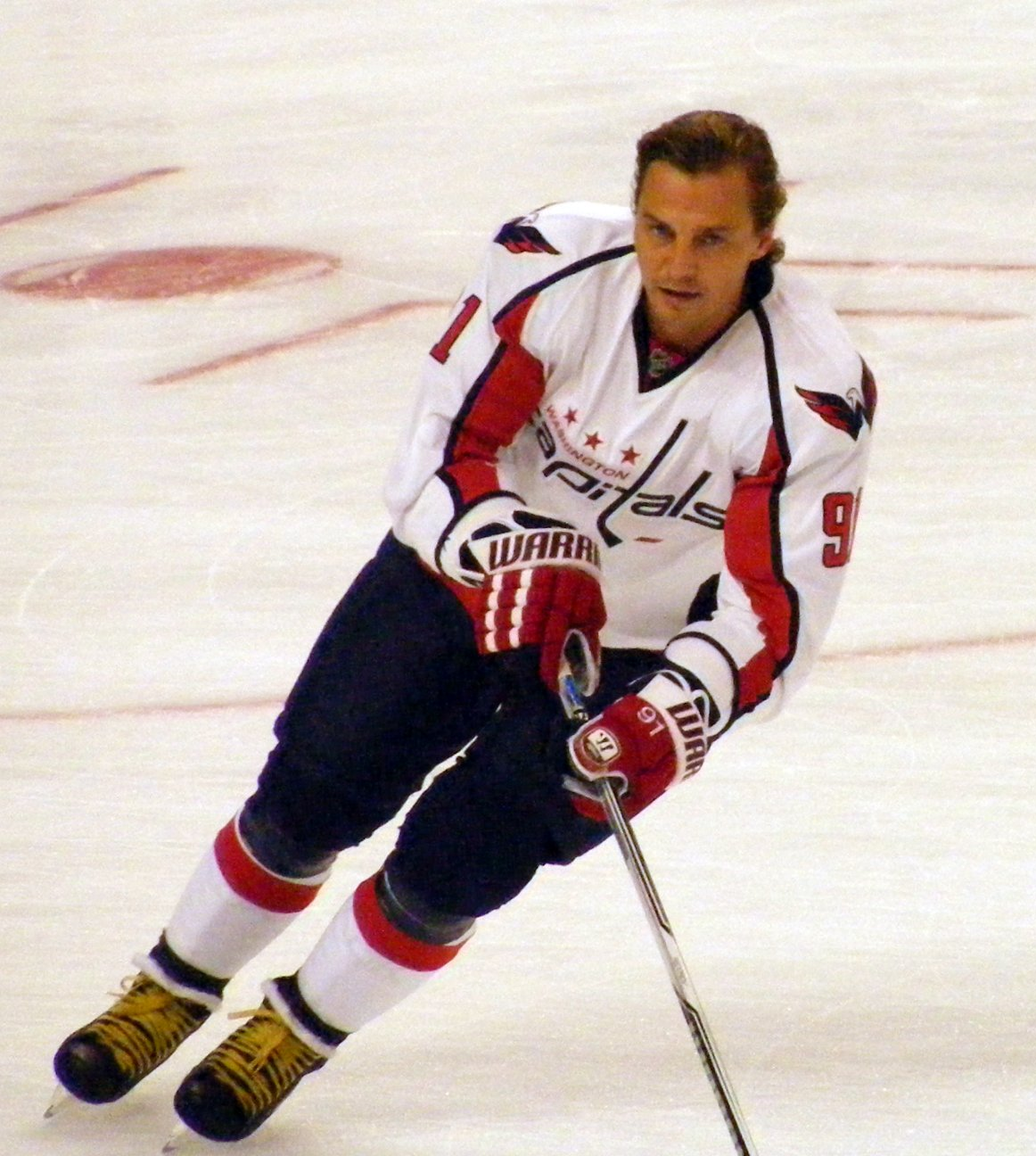
Сергей Фёдоров — первый обладатель трофея

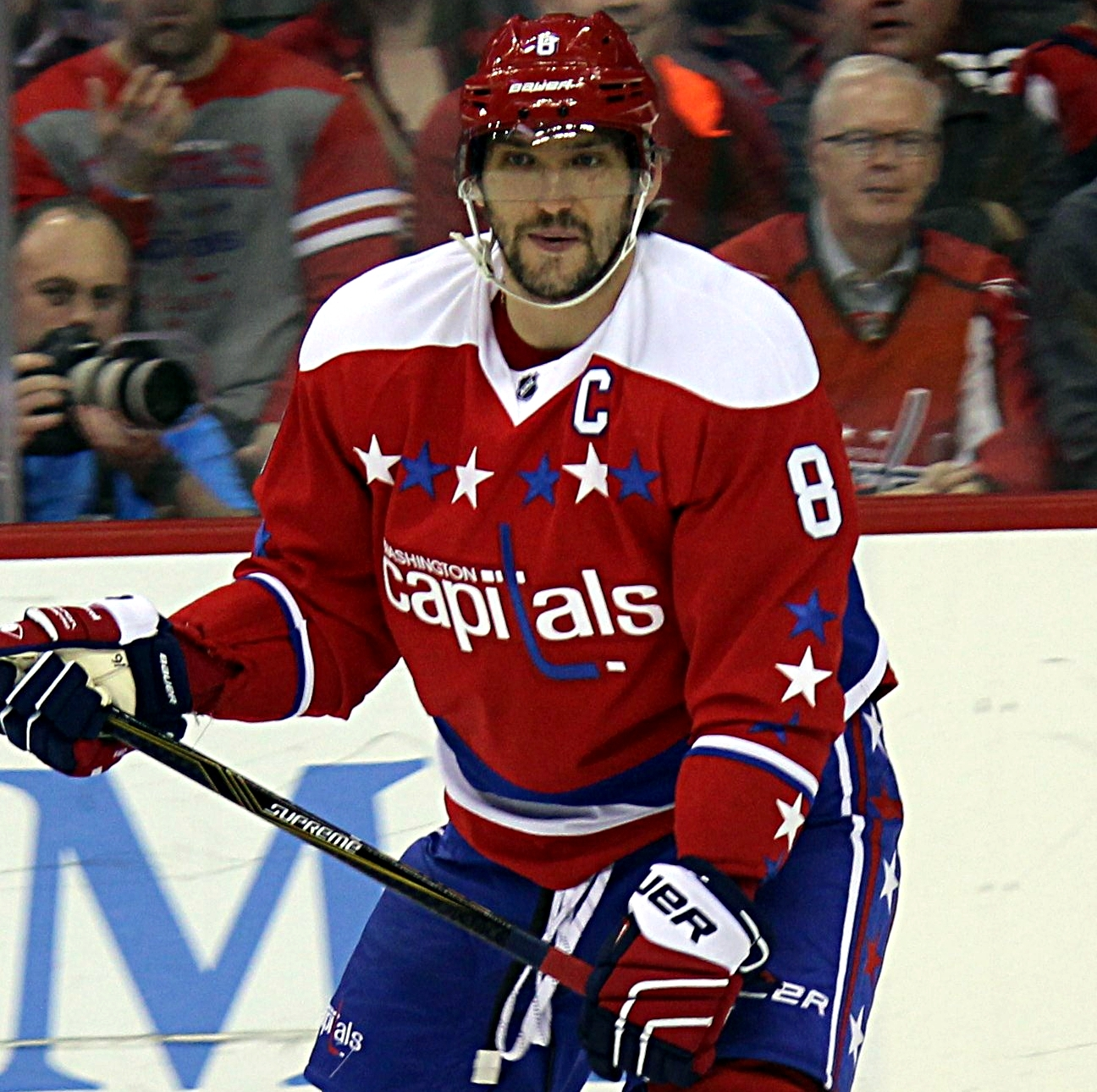
Александр Овечкин — девятикратный обладатель приза

Харламов Трофи — приз, вручаемый газетой «Советский спорт» лучшему российскому хоккеисту сезона. Трофей носит имя хоккеиста Валерия Харламова.
С 2002 по 2015 годы приз присуждался лучшему легионеру Национальной хоккейной лиги. Обладатель определяется путём опроса всех российских хоккеистов, проведших хотя бы один матч в текущем сезоне в НХЛ.
С сезона 2015-16 лауреат определяется среди всех российских хоккеистов вне зависимости от лиги. К голосованию предлагается список из 20 игроков КХЛ и НХЛ. Решение принимает коллегия выборщиков из 65 человек, в которую входят члены Зала славы отечественного хоккея, управляющие клубов КХЛ, легенды хоккея, журналисты.
С 2020 по 2024 года приз не вручался и вернулся на следующий год в обновлённом виде.

## Победители
|  | Действующий игрок         |
|  | Член Зала хоккейной славы |

| Сезон   | Игрок                                | Команда                              | Позиция                              | Лига                                 | Примечание                           |
| ------- | ------------------------------------ | ------------------------------------ | ------------------------------------ | ------------------------------------ | ------------------------------------ |
| 2002-03 | Сергей Фёдоров                       | Детройт Ред Уингз                    | ЦН                                   | НХЛ                                  | [ 4 ]                                |
| 2003-04 | Илья Ковальчук                       | Атланта Трэшерз                      | ЛН                                   | НХЛ                                  | [ 5 ]                                |
| 2004-05 | приз не вручался из-за локаута в НХЛ | приз не вручался из-за локаута в НХЛ | приз не вручался из-за локаута в НХЛ | приз не вручался из-за локаута в НХЛ | приз не вручался из-за локаута в НХЛ |
| 2005-06 | Александр Овечкин                    | Вашингтон Кэпиталз                   | ЛН                                   | НХЛ                                  | [ 6 ]                                |
| 2006-07 | Александр Овечкин (2)                | Вашингтон Кэпиталз                   | ЛН                                   | НХЛ                                  | [ 7 ]                                |
| 2007-08 | Александр Овечкин (3)                | Вашингтон Кэпиталз                   | ЛН                                   | НХЛ                                  | [ 8 ]                                |
| 2008-09 | Александр Овечкин (4)                | Вашингтон Кэпиталз                   | ЛН                                   | НХЛ                                  | [ 9 ]                                |
| 2009-10 | Александр Овечкин (5)                | Вашингтон Кэпиталз                   | ЛН                                   | НХЛ                                  | [ 10 ]                               |
| 2010-11 | Павел Дацюк                          | Детройт Ред Уингз                    | ЦН                                   | НХЛ                                  | [ 11 ]                               |
| 2011-12 | Евгений Малкин                       | Питтсбург Пингвинз                   | ЦН                                   | НХЛ                                  | [ 12 ]                               |
| 2012-13 | Павел Дацюк (2)                      | Детройт Ред Уингз                    | ЦН                                   | НХЛ                                  | [ 13 ]                               |
| 2013-14 | Александр Овечкин (6)                | Вашингтон Кэпиталз                   | ЛН/ПН                                | НХЛ                                  | [ 14 ]                               |
| 2014-15 | Александр Овечкин (7)                | Вашингтон Кэпиталз                   | ЛН                                   | НХЛ                                  | [ 15 ]                               |
| 2015-16 | Артемий Панарин                      | Чикаго Блэкхокс                      | ЛН                                   | НХЛ                                  | [ 16 ]                               |
| 2016-17 | Евгений Малкин (2)                   | Питтсбург Пингвинз                   | ЦН                                   | НХЛ                                  | [ 17 ]                               |
| 2017-18 | Александр Овечкин (8)                | Вашингтон Кэпиталз                   | ЛН                                   | НХЛ                                  | [ 18 ]                               |
| 2018-19 | Никита Кучеров                       | Тампа-Бэй Лайтнинг                   | ПН                                   | НХЛ                                  | [ 19 ]                               |